# D.N.O.G.
Rb D.N.O.G. é um rebocador de porto da Marinha do Brasil pertencente a Classe Isaias de Noronha.
O navio foi construído no Brasil e a sua incorporação aconteceu em 1972.